# Matjaž Krivic
Matjaž Krivic (né le 12 janvier 1972 à Ljubljana) est un photographe slovène.

## Ouvrages
- Tibet (2003)
- Earth Temples (2006)